# Christophe Gamel
Christophe Gamel (Meaux, 11 augustus 1972) is een Frans voetbalcoach.

## Carrière
Gamel begon zijn trainerscarrière bij de jeugd van enkele Franse clubs, alsook bij het Italiaanse SS Cassino 1927. In 2007 ging hij aan de slag als fitnesscoach bij de Hongaarse eersteklasser Diósgyőri VTK, die op dat moment een Franstalige medewerker zocht die met de Afrikaanse spelers kon communiceren. Vervolgens ging hij drie jaar in Qatar werken: eerst als assistent bij de nationale –17 en –19, en later als assistent van Paulo Autuori en Diego Aguirre bij Al-Rayyan. Na die drie jaar keerde hij terug naar Frankrijk om bij Paris Saint-Germain Féminines de assistent te worden van Farid Benstiti.
Eind december 2016 werd bekendgemaakt dat Gamel vanaf 1 januari 2017 Frank Farina zou opvolgen als bondscoach van Fiji. Gamel loodste Fiji naar de derde ronde van de WK-kwalificatie, maar in die derde ronde werd Fiji laatste in een groep met Nieuw-Zeeland en Nieuw-Caledonië. In 2017 werd Fiji onder zijn leiding tweede op de Pacific Mini Games tweede met 11 op 15, twee jaar later werd het tweede op de Pacific Games nadat het in de finale om de derde plaats Papoea-Nieuw-Guinea versloeg na strafschoppen. In augustus 2019 stapte Gamel zelf op bij Fiji omwille van familiale redenen.
Op 27 november 2019 werd Gamel aangesteld als nieuwe interim-trainer van KSV Roeselare na het ontslag van Arnar Grétarsson. Het was de Franse oud-international Mickaël Silvestre die Gamel in verband bracht met Roeselare. De Fransman bleef uiteindelijk tot het einde van het seizoen aan als T1. Gamel leidde Roeselare naar een zevende plaats in Eerste klasse B. De club had normaal gezien Play-off 3 moeten spelen tegen KSC Lokeren om het behoud te verzekeren, maar Lokeren ging failliet en Roeselare kreeg op het einde geen seizoen geen proflicentie om in 1B te blijven. Na het seizoen werd hij opgevolgd door Karel Fraeye.
Na zijn vertrek bij Roeselare werd hij de assistent van Hakim Malek bij de Algerijnse eersteklasser Paradou AC. In 2021 tekende hij bij de Maleisische eersteklasser Sri Pahang FC, waar hij aanvankelijk aan de slag ging als assistent van Thomas Dooley. Toen die vervangen werd door Dollah Salleh, werd Gamel aangesteld als trainer van het Sri Pahang FC Presidential Cup Team (het jeugdteam van de club). Na het vertrek van Salleh werd de Fransman aangesteld als hoofdtrainer van de club.